# 克里夫蘭鎮區 (印第安納州埃爾克哈特縣)
克里夫蘭鎮區（英語：Cleveland Township）是位於美國印第安納州埃爾克哈特縣的一個行政鎮區。

## 地方資料
根據2010年美國人口普查的數據，克里夫蘭鎮區的面積為42.70平方千米，當中陸地面積為41.20平方千米，而水域面積為1.50平方千米。當地共有人口11158人，而人口密度為每平方千米261.31人。